# Sylvia Schierbeck
Sylvia Schierbeck   (Copenhaguen, 30 de març de 1896 - Copenhaguen, 2 de febrer de 1977) va ser un cantant danesa.
Estava casada amb Poul Schierbeck des de 1919. Sylvia va ser alumna d'Ellen Beck, Emilie Ulrich i Jules Algier (a París). Va debutar en el seu propi concert a Copenhaguen el 1918 i va aparèixer sovint com a cantant de talent a diversos concerts també a l'estranger, Goteborg, París i Hèlsinki.